# Epische Cyclus
De Epische Cyclus (ἐπικὸς κύκλος) is een gebruikelijke aanduiding voor een verzameling oude Griekse epische gedichten gerelateerd aan het verhaal van de Trojaanse oorlog.
Deze zijn samengesteld in dactylische hexameter. Onder de desbetreffende epen vinden we de Cypria, de Aethiopis, de zogenaamde kleine Ilias, de Iliupersis, de Nostoi en de Telegonie.